# Gordon Thomas
Gordon W. "Tiny" Thomas (18 de agosto de 1921 — 10 de abril de 2013) foi um ciclista britânico que competiu nos Jogos Olímpicos de 1948 em Londres, onde conquistou a medalha de prata no contrarrelógio por equipes, ao lado de seus compatriotas Ian Scott e Bob Maitland.
Ele serviu durante a II Guerra Mundial com a Royal Artillery na África e na Itália. Após sua experiência olímpica, ele passou a ganhar a Volta à Grã-Bretanha de 1953, antes de se retirar do ciclismo para entrar no negócio de lã.